# Mian Iftikhar Hussain
Mian Iftikhar Hussain (* 15. April 1958 in Pabbi, Nowshera) ist ein pakistanischer Politiker (Awami-Nationalpartei). Er war Informationsminister der Provinz Khyber Pakhtunkhwa.

## Leben
Mian Iftikhar wuchs als Sohn des Arbeiters Mian Mohammad Rafique mit sechs Geschwistern unter zunächst relativ ärmlichen Bedingungen auf, die sich jedoch mit der Zeit besserten. Er wählte seinen Nachnamen „Hussain“ selbst im Kindesalter, nachdem seine Mutter ihm Geschichten über al-Husain ibn ʿAlī vorgelesen hatte. Seine erste Schulbildung erhielt er an der Islamia Arabia Public School in Pabbi, welche unter dem Einfluss der von Badshah Khan begründeten Bewegung Khudai Khidmatgar stand. Später besuchte er die zum Islamia College University gehörende Islamia Collegiate School in Peschawar, wo er sich in der Studentenbewegung Pukhtun Students Federation (PkSF) engagierte. 1980 schrieb er sich an der Universität ein und wurde regionaler Präsident der PkSF, 1986 dann Präsident der gesamten Organisation. Aufgrund seines Einsatzes gegen das von Mohammed Zia-ul-Haq ausgerufene Kriegsrecht war er im Laufe seines Studiums von 1983 bis 1987 mehrfach im Gefängnis. Er verlobte sich während des Studiums, heiratete später und wurde Vater eines Sohnes und einer Tochter. Er erlangte einen Masterabschluss in Paschtu und Sozialer Arbeit.
1988 trat Mian Iftikhar Hussain der Awami-Nationalpartei bei und kandidierte im gleichen Jahr erstmals bei der Wahl der Provinzversammlung von Khyber Pakhtunkhwa, erhielt jedoch nicht ausreichend Stimmen. Danach lebte er einige Zeit in den USA, kehrte schließlich nach Pakistan zurück und trat erfolgreich bei der Wahl im Jahr 1990 an, wodurch er jüngstes Mitglied der Provinzregierung (MPA) wurde. Die Wahlen 1993 und 2002 verlor er, gewann jedoch 1997 und 2008 jeweils ein Mandat. In seiner Partei nahm er Positionen bis hin zum Generalsekretär ein. Nachdem er zunächst als Bildungsminister amtierte, wurde er 2008 zum Informationsminister der Provinz Khyber Pakhtunkhwa gewählt. Er sprach sich öffentlich gegen Terrorismus und Gewalt aus und wurde insbesondere zu einem Ziel der Terrororganisation Tehrik-i-Taliban Pakistan. 2010 fand ein gezielter Anschlag auf seinen Sohn statt, der dabei ums Leben kann. Nach dem tödlichen Attentat auf den Abgeordneten Bashir Bilour im Dezember 2012 zog sich Hussain weitgehend aus der Öffentlichkeit zurück, was ihn im Wahlkampf 2013 benachteiligte. Bis in die Gegenwart (Stand 2022) gehört er als zentraler Generalsekretär zu den leitenden Funktionären der Awami-Nationalpartei.